# Psychrolutes sigalutes
Psychrolutes sigalutes är en fiskart som först beskrevs av Jordan och Starks, 1895.  Psychrolutes sigalutes ingår i släktet Psychrolutes och familjen paddulkar. Inga underarter finns listade i Catalogue of Life.